# St-Corneille (Chartrettes)

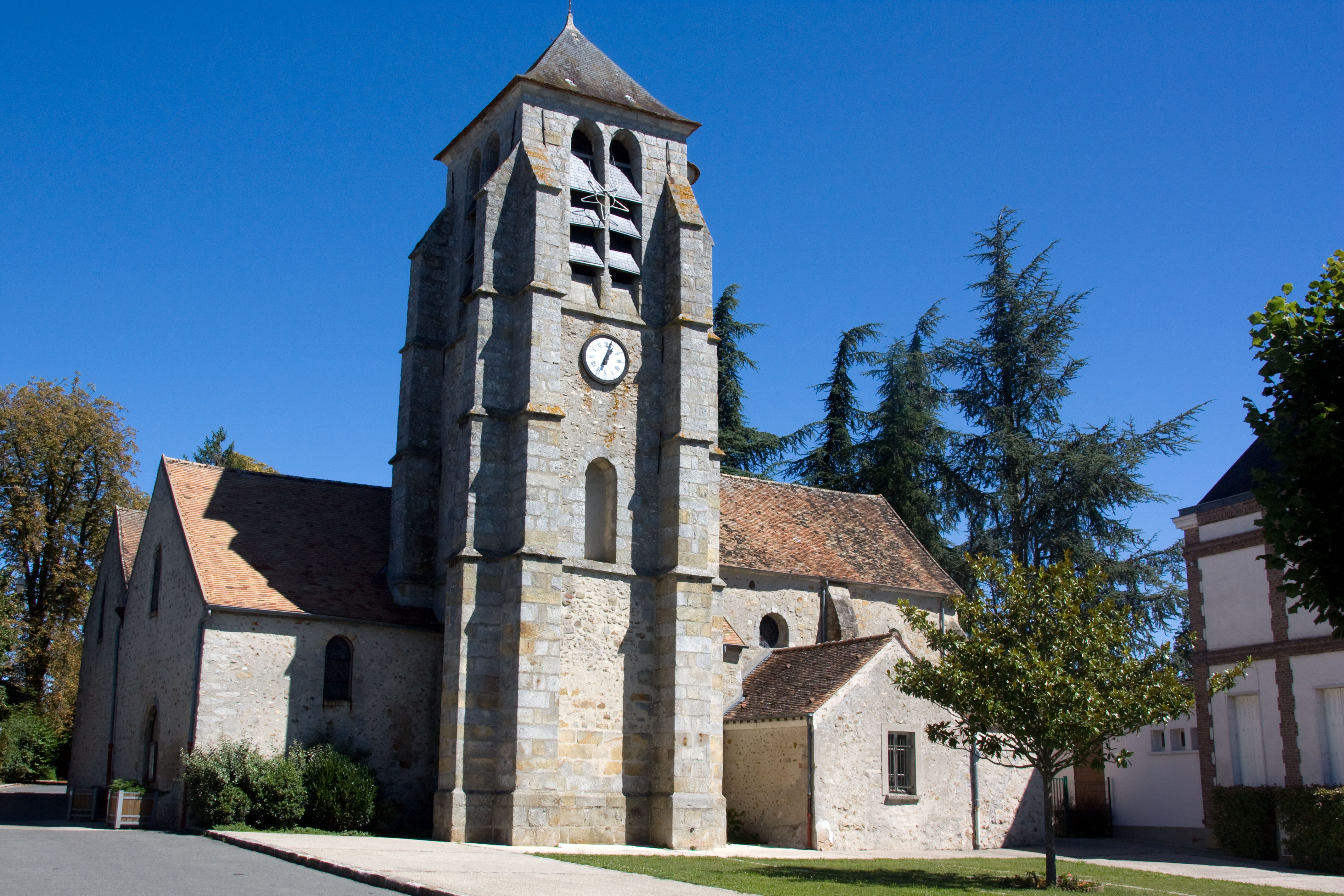
Pfarrkirche Saint-Corneille, 2010

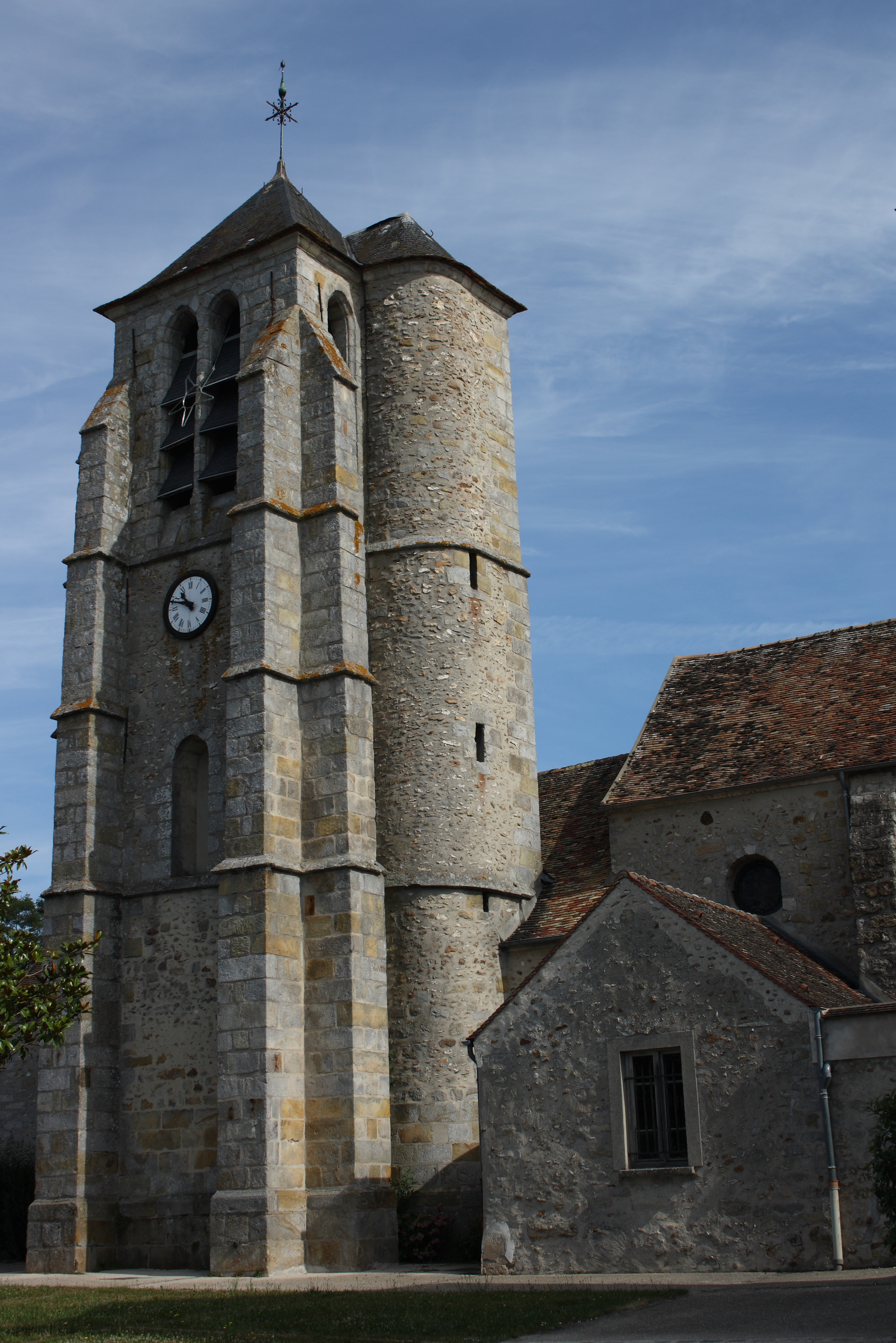
Glockenturm

Die katholische Pfarrkirche Saint-Corneille (auch Saint-Corneille-Saint-Cyprian) in  Chartrettes, einer Gemeinde im Département Seine-et-Marne in der französischen Region Île-de-France, wurde im 13. Jahrhundert im Stil der Gotik errichtet und im 15./16. Jahrhundert teilweise erneuert. Die Kirche ist dem Papst Cornelius geweiht. Als zweiter Kirchenpatron wird der heilige Cyprian verehrt. Im  Jahr 1946 wurde die Kirche als Monument historique in die Liste der Baudenkmäler (Base Mérimée) in Frankreich aufgenommen.

## Geschichte
Für das Jahr 1224 ist eine erste Weihe der Kirche belegt. Während des Hundertjährigen Krieges wurde die Kirche teilweise zerstört und anschließend wieder aufgebaut. Ab dem Jahr 1793 wurden in der Kirche die sterblichen Überreste des französischen Königs Ludwig VII. aufbewahrt. Ursprünglich waren sie in dem von ihm gegründeten Kloster Barbeau bestattet worden. Da das Kloster 1791 aufgehoben und während der Französischen Revolution größtenteils zerstört wurde, brachte man die Gebeine nach Chartrettes. Im Jahr 1817 ließ sie der damalige König Ludwig XVIII. nach Saint-Denis in die ehemalige Abteikirche überführen, die Grablege der französischen Könige.

## Architektur

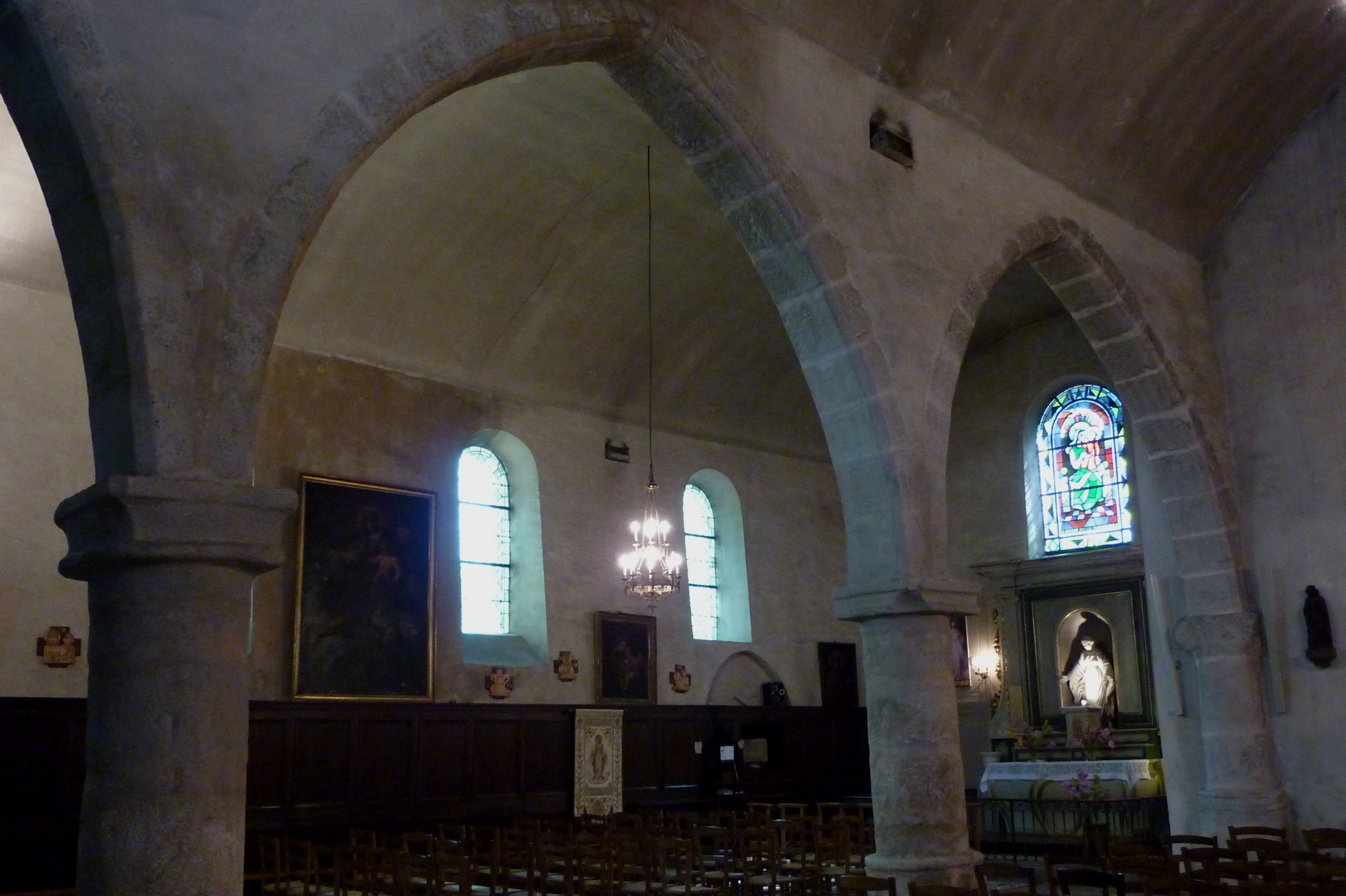
Spitzbogenarkaden

An der Südseite erhebt sich der quadratische, von einem Pyramidendach gedeckte Glockenturm, der von massiven Strebepfeilern gestützt wird. Auf dem obersten Stockwerk ist er auf allen vier Seiten von leicht zugespitzten Zwillingsarkaden durchbrochen.
Das Langhaus besteht aus zwei parallelen Schiffen, die durch  weite, von Säulen getragene Spitzbogenarkaden voneinander getrennt sind. Im Osten schließt sich ein rechtwinkliger Chor an.

## Bleiglasfenster
Ein Bleiglasfenster mit der Darstellung des heiligen Vinzenz trägt die Signatur: L.DROUIN Paris 1901. Auf einem Fenster ist die heilige Therese von Lisieux dargestellt, auf einem anderen Fenster die Heilige Familie, Maria an der Spindel und Joseph als Zimmermann. Ein Fenster zeigt den Patron der Kirche, den heiligen Cornelius. Das Fenster mit der Darstellung einer Madonna mit Kind stammt aus dem Jahr 1949 und ist mit Jacques Bony signiert.

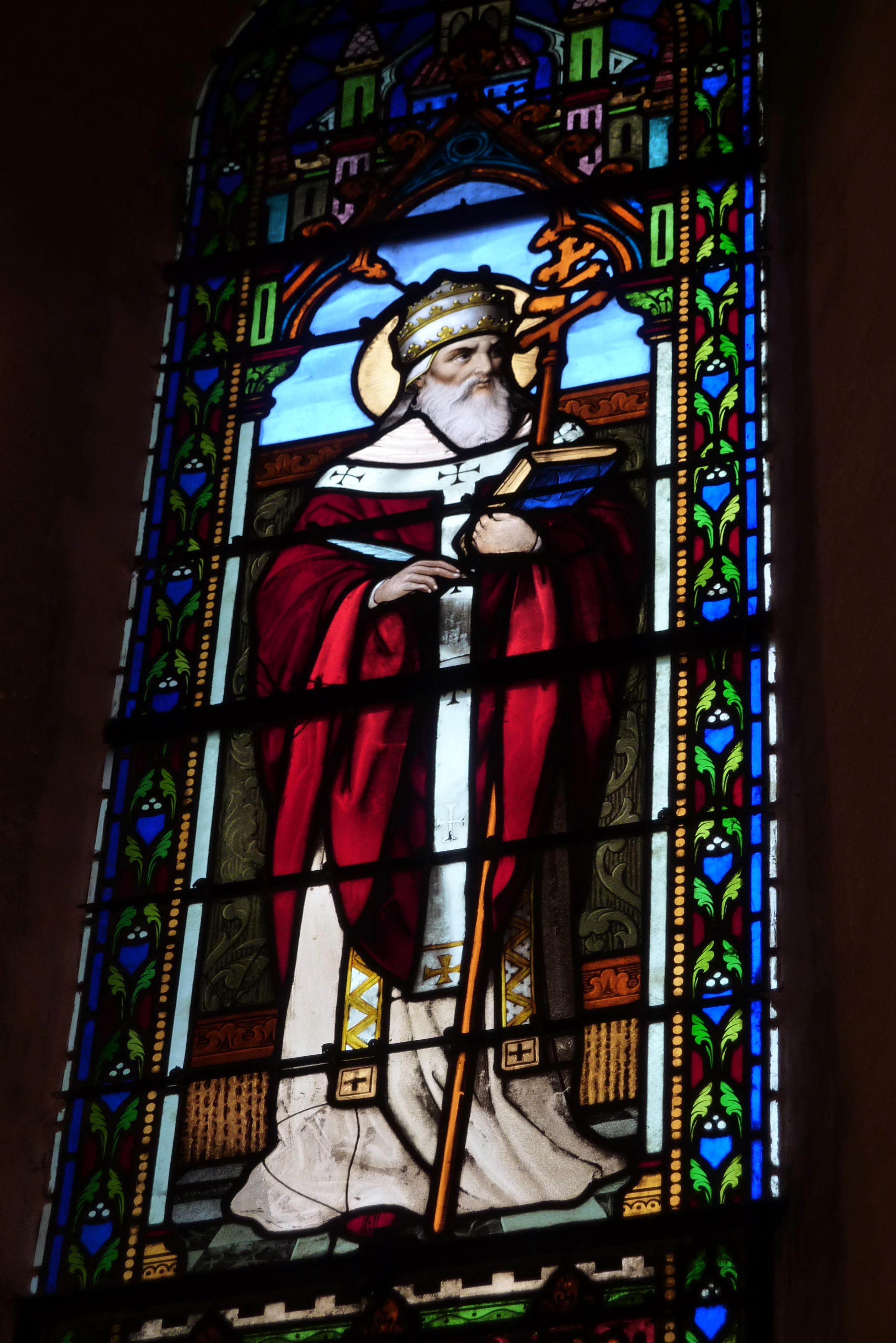
Heiliger Cornelius
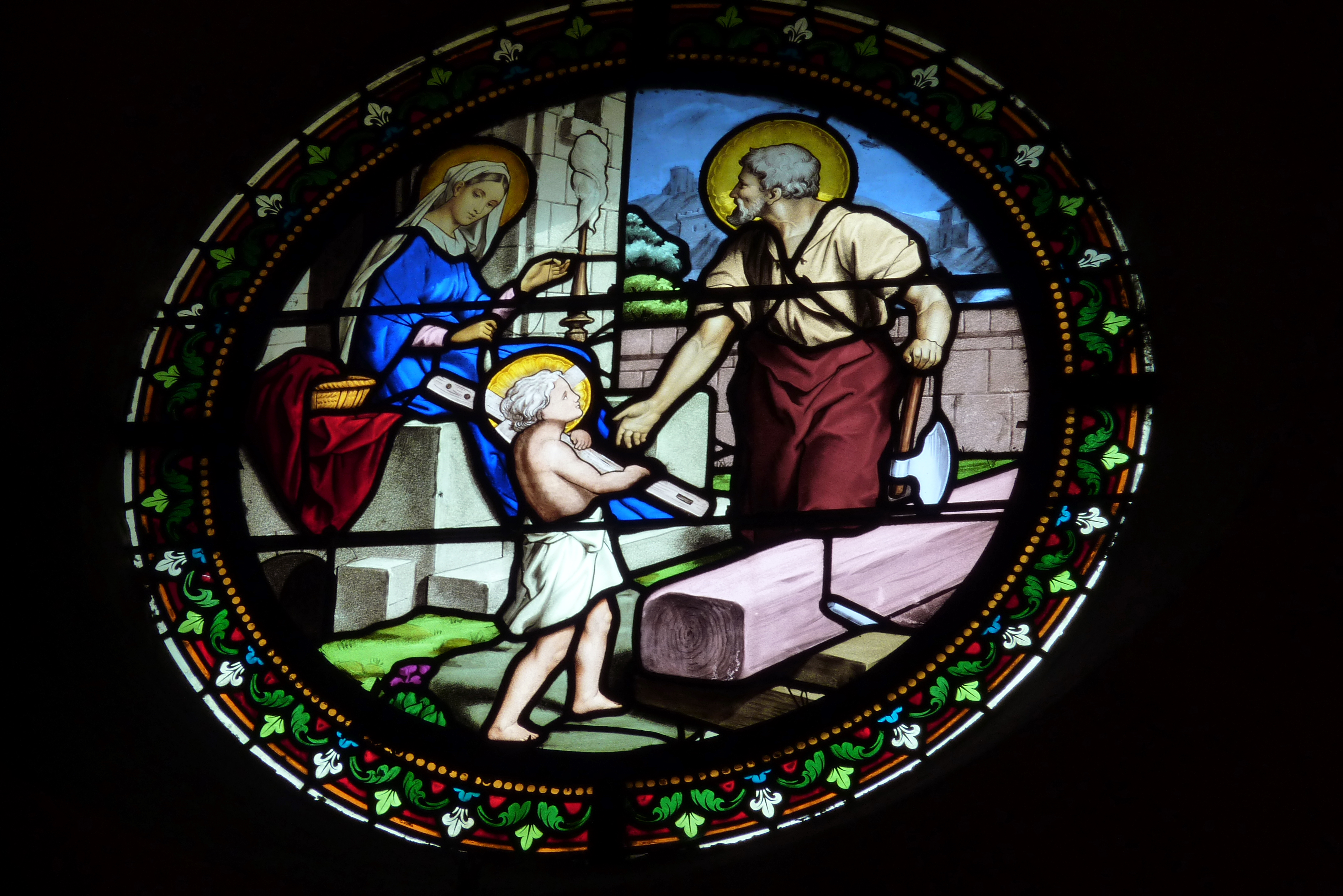
Heilige Familie
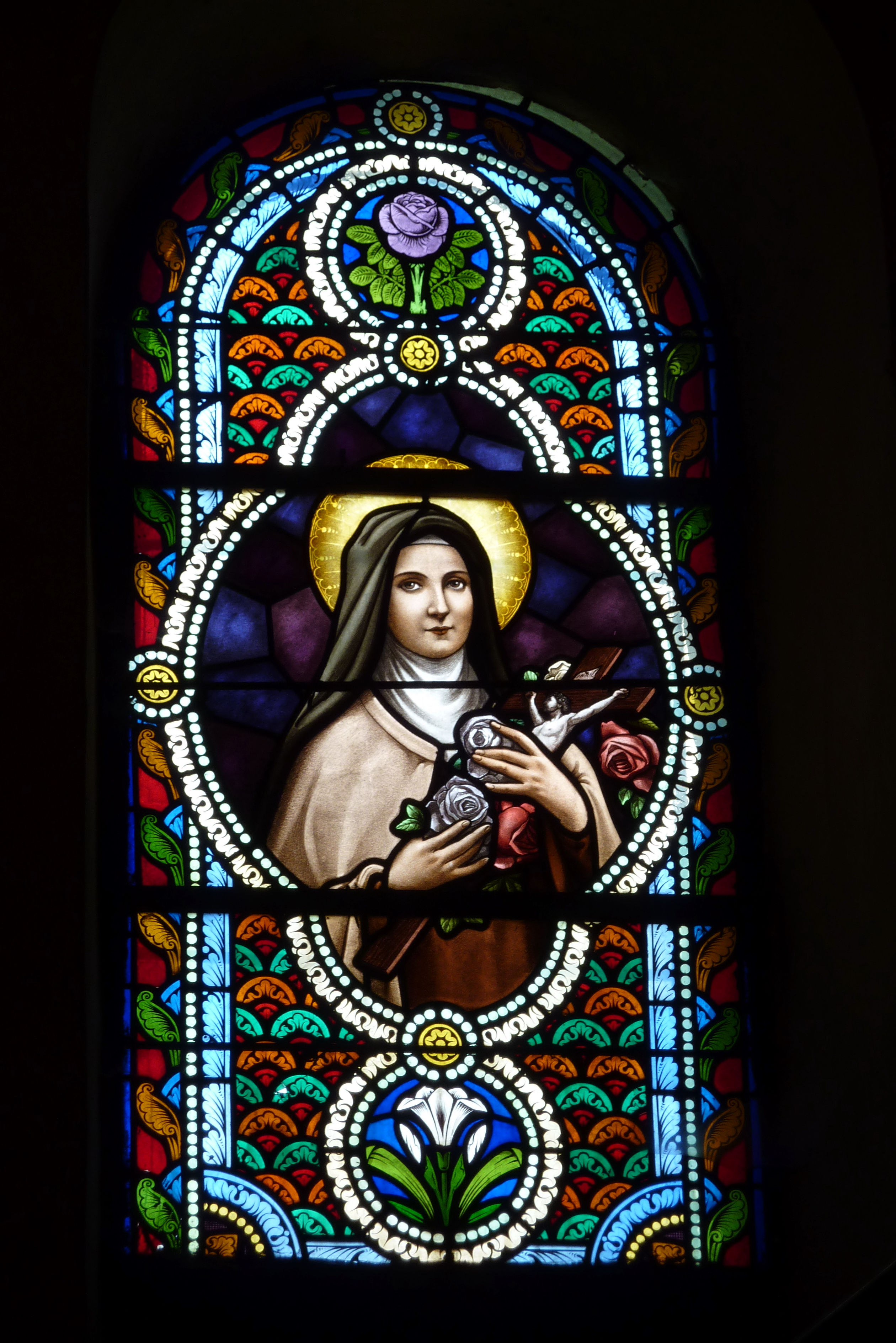
Therese von Lisieux
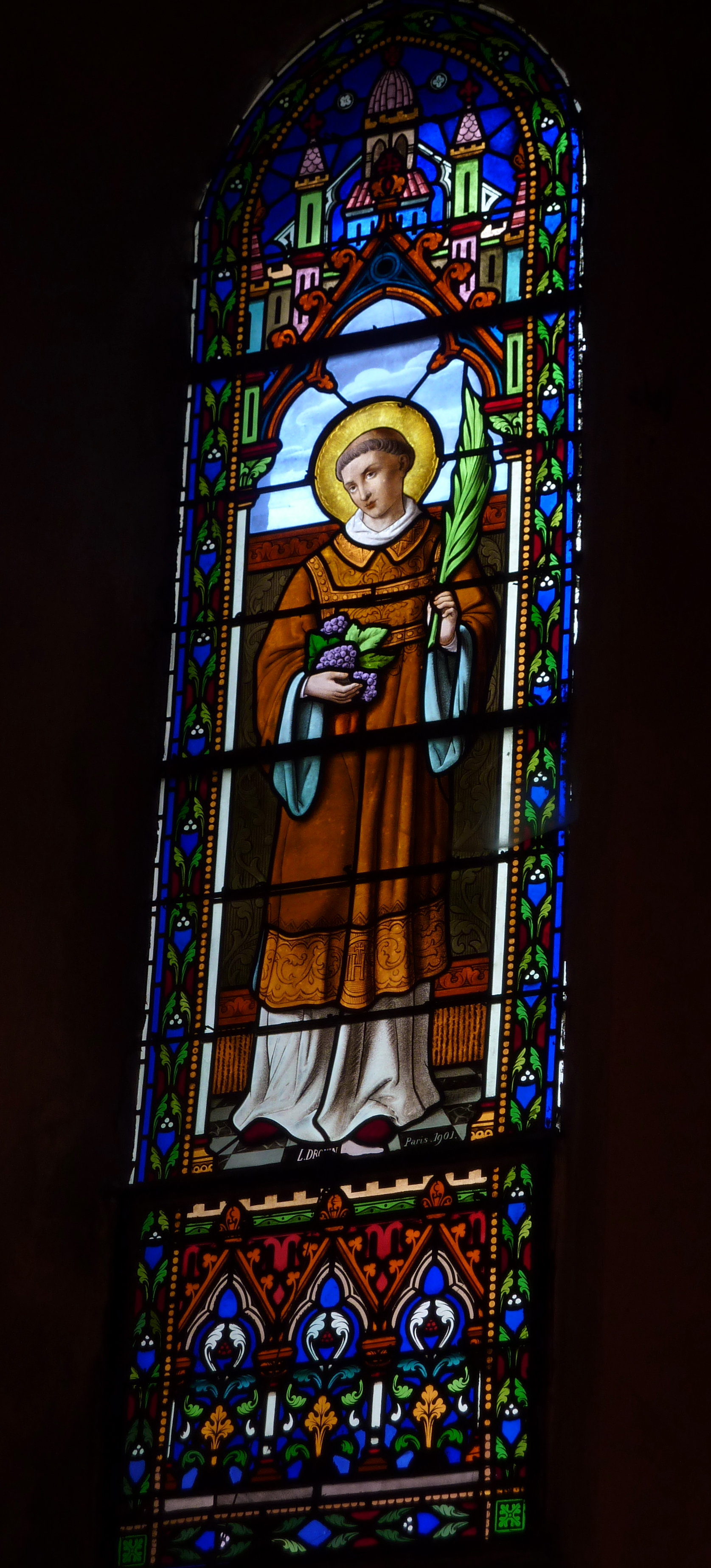
Heiliger Vinzenz, mit der Signatur: L.DROUIN Paris 1901

## Ausstattung
- Die Holztäfelung im Chor (Monument historique (Objekt) seit 1906[2]) befand sich ursprünglich in einer Kapelle im Schloss Fontainebleau. Sie wurde 1749 in der Kirche von Chartrettes eingebaut.
- Das Taufbecken (Monument historique (Objekt) seit 1984[3]) wird in das 18./19. Jahrhundert datiert. Es besteht aus rotem und rosa Marmor, in das ovale Becken ist eine halbrunde Kupferschale eingesetzt.
- Die Kanzel stammt von 1858. Sie war ein Geschenk der Kaiserin Eugénie.
- Auf der Prozessionsfahne aus dem 19. Jahrhundert ist Maria auf dem Halbmond stehend dargestellt, mit ihrem linken Fuß zertritt sie die Schlange.

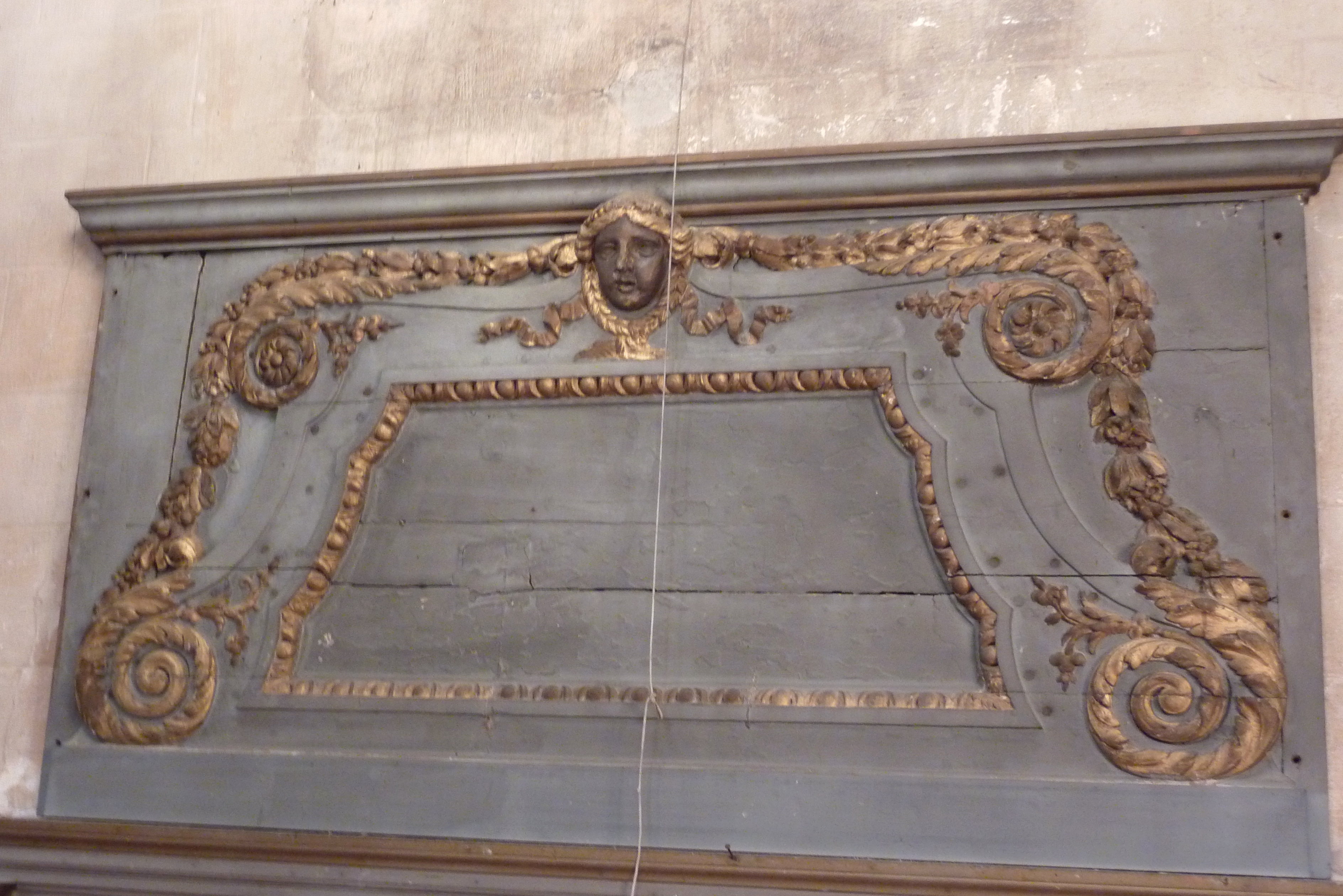
Holztäfelung im Chor
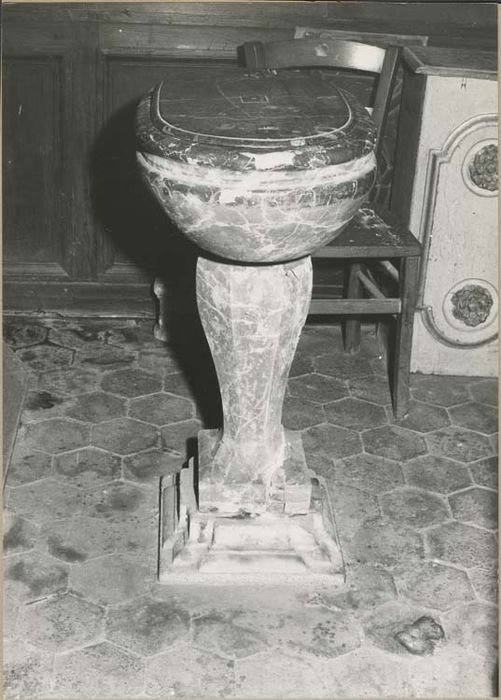
Taufbecken
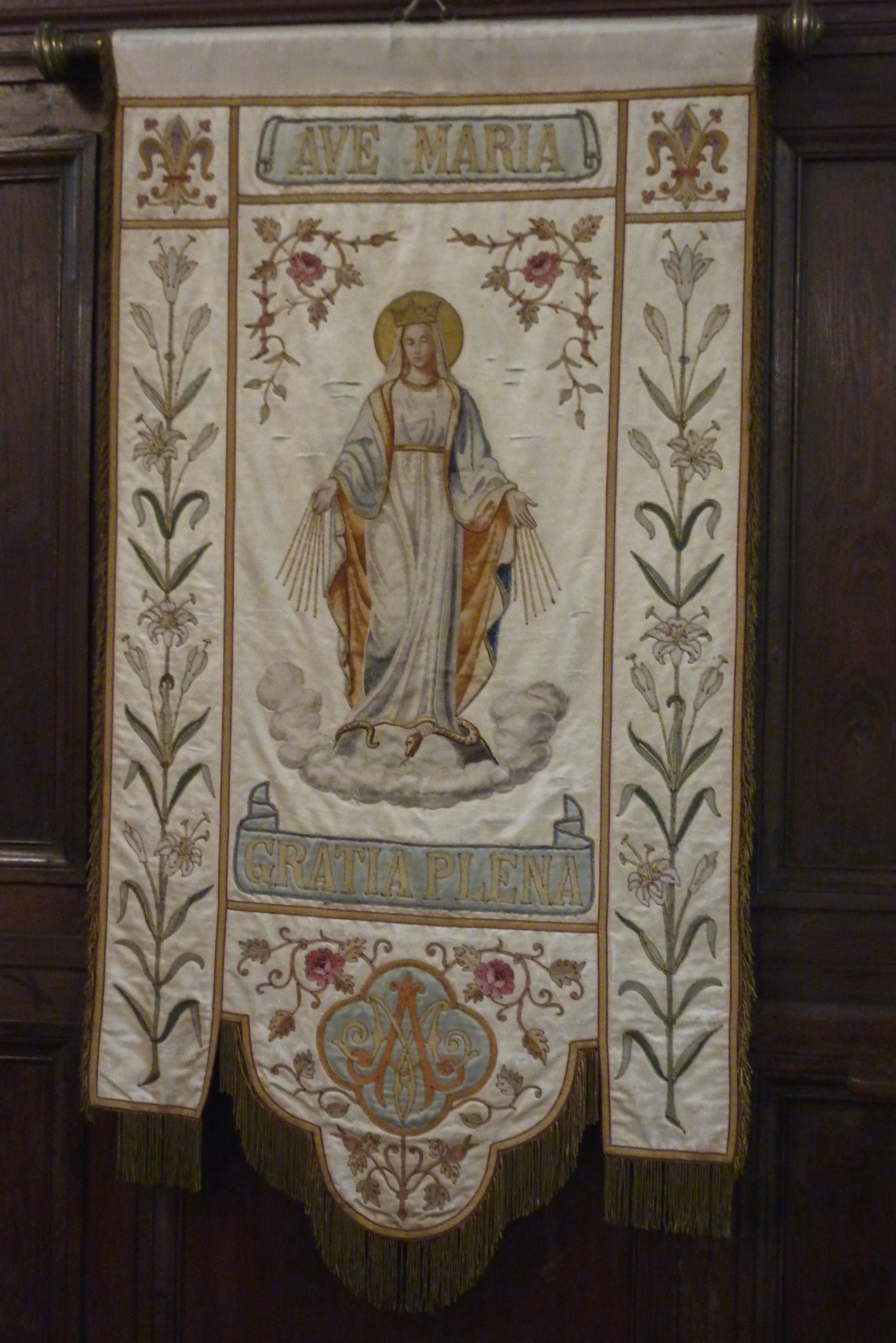
Prozessionsfahne